# 213 Лілея
213 Лілея (213 Lilaea) — астероїд головного поясу, відкритий 16 лютого 1880 року К. Г. Ф. Петерсом.